# Arthur Capper
Arthur Capper (14 de Julho de 1865 – 19 de Dezembro de 1951) foi um político americano do Kansas. Foi o vigésimo Governador do Kansas (o primeiro nascido no estado) de 1915 até 1919 e Senador dos Estados Unidos de 1919 até 1949. Também possuía uma estação de rádio (WIBW em Topeka) e era editor de um jornal, o Topeka Daily Capital.

## Vida e carreira
Capper nasceu em Garnett, Kansas. Estudou em escolas públicas e e aprendeu a arte da impressão. Tornou-se um editor de jornais, possuindo vários jornais e duas estações de rádio. O mais conhecido de suas publicações, o Capper's Weekly, tinha um enorme número de leitores entre as famílias rurais e serviu como base de seu apoio político no Kansas. O "Capper's" continua hoje como uma revista bimestral de luxo, focada na vida rural.
Capper entrou na política em 1912, quando se tornou o candidato Republicano a Governador do Kansas. Além de uma reputação construída em seus jornais, também era genro do ex-governador Samuel J. Crawford. Foi derrotado pelo Democrata George H. Hodges. No entanto, Capper foi eleito governador na eleição seguinte em 1914 e exerceu como Governador do Kansas de 1915 até 1919, vencendo a reeleição em 1916. Foi o primeiro Kansense nativo a exercer como governador do estado.

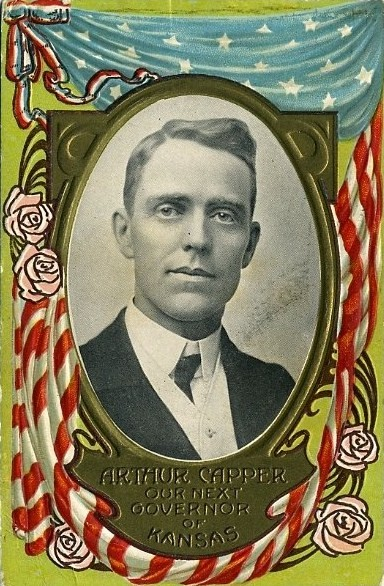
Cartão postal para a campanha de 1912 do governador

Tendo servido dois mandatos completos como governador, Capper não teve permissão para concorrer a um terceiro mandato pela Constituição do Estado do Kansas. Em vez disso, em 1918, candidatou-se ao Senado dos Estados Unidos e venceu. Capper tornou-se um senador de longa data, representando o Kansas por cinco mandatos de 6 anos. Esteve no Senado de 1919 até 1949 e destacou-se entre os Republicanos que apoiaram os esforços de ajuda e outras políticas do governo de Franklin Delano Roosevelt. Não concorreu à reeleição em 1948.
Capper estava particularmente interessado em questões relacionadas à agricultura. Antes de seu mandato como governador, exerceu como Presidente do Conselho de Regentes da Kansas State Agricultural College (atualmente conhecida como Universidade Estadual do Kansas) de 1910 até 1913. Enquanto estava no Senado dos Estados Unidos, às vezes exercia como presidente do Comitê de Despesas do Departamento de Agricultura e do Comitê de Agricultura e Silvicultura. Também exerceu às vezes como presidente do Comitê de Reclamações e do Comitê do Distrito de Columbia. No último cargo, desempenhou um papel crucial na criação da D.C. Alley Dwelling Authority em 1934, a primeira autoridade habitacional do país. Co-patrocinou a Lei Capper-Volstead. Em 1923, o Senador Capper apresentou uma emenda constitucional com uma cláusula de antimiscigenação que proíbe casamentos inter-raciais, mas não conseguiu a aprovação após protestos de organizações afro-americanas. A revogação deste artigo pelo senador foi facilitada porque ele próprio não redigiu a lei. Foi elaborado pelo advogado da Federação Americana de Clubes Femininos.
Em Abril de 1943, uma análise confidencial do acadêmico britânico Isaiah Berlin, do Comitê de Relações Exteriores do Senado para o Ministério das Relações Exteriores britânico, descreveu Capper como:
um reacionário sério, insensível, de 78 anos de idade, da região do "cinturão do milho", que é a verdadeira voz do isolacionismo da "raiz da grama" do centro-oeste. Um dono de jornal que já foi descrito como capaz de sentar em cima do muro e manter as duas orelhas no chão ao mesmo tempo. Como Johnson e Nye, um oponente inabalável de todas as políticas externas da administração, incluindo comércio recíproco.
Capper tornou-se Presidente do Comitê de Agricultura do Senado em 1946; a essa altura, aos 81 anos, estava quase surdo e seu discurso era difícil de entender. Entrou para o Congressional Flying Club em 1947, aos 82 anos de idade, e teve aulas de voo, como o membro mais antigo do Congresso, da Sra. Pearle Robinson, proprietária do Aeroporto Hybla Valley, nos arredores de Washington, D.C..
Depois de se aposentar do Senado, Capper voltou para sua casa em Topeka, Kansas, onde continuou no ramo de publicações de jornais até sua morte. Foi sepultado no Cemitério Topeka em um terreno perto do Governador Crawford.

## Publicações Capper
Arthur Capper era o dono do Capper Building em Topeka, Kansas e das publicações Capper, que com o passar do tempo incluíram o Daily Capital (Topeka, KS), o North Topeka Mail, o Kansas Breeze (que mais tarde se fundiu com o Mail para formar o Farmers Mail and Breeze), Missouri Valley Farmer, Capper's Weekly, Nebraska Farm Journal, Missouri Ruralist, Oklahoma Farmer e The Household Magazine.

## Leia mais
- Socolofsky, Homer.  Arthur Capper: Publisher, Politician, and Philanthropist (Lawrence: University of Kansas Press), 1962.